# Etilén-diamin-tetraecetsav
| Etilén-diamin-tetraecetsav                                                                                      | |
| | |
| | |
| IUPAC-név | N,N′-(etán-1,2-diil)bisz[N-(karboximetil)glicin]                                                                                             |
| Más nevek | H4EDTA diaminoetán-tetraecetsav etilén-dinitrilo-tetraecetsav VerseneTM                                                                      |
| Kémiai azonosítók                                                                                               | |
| CAS-szám | 60-00-4 |
| PubChem | 6049 |
| ChemSpider | 5826 |
| EINECS-szám | 200-449-4 |
| DrugBank | DB00974 |
| KEGG | D00052 |
| ChEBI | 4735 |
| RTECS szám | AH4025000 |
| ATC kód | V03AB03 |
| Gyógyszer szabadnév                                                                                             | edetates |
| Gyógyszerkönyvi név                                                                                             | Acidum edeticum |
| SMILES | OC(CN(CC(O)=O)C-CN(CC(O)=O)CC(O)=O)=O |
| InChIKey | KCXVZYZYPLLWCC-UHFFFAOYSA-N |
| Beilstein | 1716295 |
| Gmelin | 144943 |
| UNII | 9G34HU7RV0 |
| UN-szám | 3077 |
| ChEMBL | CHEMBL858 |
| Kémiai és fizikai tulajdonságok                                                                                 | |
| Kémiai képlet                                                                                                   | C10H16N2O8 |
| Moláris tömeg                                                                                                   | 292,25 g/mol |
| Sűrűség | 0,86 g/cm³ |
| Olvadáspont | 237–245 °C |
| Oldhatóság (vízben)                                                                                             | 0,5 g/l (25 °C) |
| Savasság (pKa)                                                                                                  | pK1=0,0 (CO2H) (µ=1,0) pK2=1,5 (CO2H) (µ=0,1) pK3=2,00 (CO2H) (µ=0,1) pK4=2,69 (CO2H) (µ=0,1) pK5=6,13 (NH+) (µ=0,1) pK6=10,37 (NH+) (µ=0,1) |
| Veszélyek | |
| EU osztályozás                                                                                                  | Irritatív (Xi) |
| NFPA 704 | 0 1 0 |
| R mondatok | R36 |
| S mondatok | (S2), S26 |
| Ha másként nem jelöljük, az adatok az anyag standardállapotára (100 kPa) és 25 °C-os hőmérsékletre vonatkoznak. | |

Az etilén-diamin-tetraecetsav (EDTA) színtelen, vízben rosszul oldódó, erős kelátképző tulajdonságú, négyértékű poliamino-karbonsav.
Ez a vegyület képes két- és háromértékű fémionokkal kelátkomplexet alkotni: a fémionokat a négy karboxilát- és két aminocsoportjával oktaéderes formájában köti meg. Különösen erős komplexet képez Mn(II), Cu(II), Fe(III), és Co(III) ionokkal.

Fém-EDTA kelátkomplex

## Előállítása[6]
Egyik ipari előállítása hidrogén-cianidból, formaldehidből és etiléndiaminból történik Strecker-szintézissel. A keletkező tetranitrilt lúgos közegben hidrolizálják, a keletkező nátriumsót sósavval elbontják.
H2NCH2CH2NH2 + 4 CH2O + 4 HCN → (NCCH2)2NCH2CH2N(CH2CN)2 + 4 H2O
Egy másik, egylépéses gyártás nátrium-cianidból, formaldehidből és etiléndiaminból indul ki, majd a keletkező nátriumsót szintén sósavval bontják el.
H2NCH2CH2NH2 + 4 CH2O + 4 NaCN + 4 H2O → (NaO2CCH2)2NCH2CH2N(CH2CO2Na)2 + 4 NH3
Iparilag főként a második eljárás használatos, az első módszerrel nagyon tiszta termék állítható elő.
A sav mellett a következő sóit is jelentős mennyiségben állítják elő és forgalmazzák: dinátrium-etiléndiamin-tetraacetát (Na2H2EDTA, E386), tetranátrium-etíléndiamin-tetraacetát (Na4EDTA), kalcium-dinátrium-etiléndiamin-tetraacetát (CaNa2EDTA, E385).

## Kimutatása és mennyiségi meghatározása
Biológiai mintákból történő kimutatásának és meghatározásának legérzékenyebb módszere a kiválasztott ionfolyamat követéses kapilláris elektroforézis–tömegspektrometria (rövidítve SRM–CE/MS), melynek emberi vérplazmából a kimutatási határa 7,3 ng/ml, meghatározási határa pedig 15 ng/ml. Ehhez a módszerhez akár már ~7-8 nl mintamennyiség is elegendő.
Alkoholt nem tartalmazó üdítőitalokban már 2,0 μg/ml mennyiségben is mérhető nagyteljesítményű folyadékkromatográfiás módszerrel.

## Felhasználása

### Ipar
Ipari felhasználásai elsősorban a kelátképző tulajdonságán alapulnak, vizes oldatokban fémsók megkötésére használják.
- Textiliparban fémsó-szennyezések megkötésével színstabilitást fokoz valamint fehérítő fürdők stabilizátora.

### Egészségügy
- Véranalízisben antikoagulációs hatása miatt alkalmazzák.
- Na2Ca-EDTA komplexet akut ólommérgezés esetén (vér 45 µg/dl fölötti ólomszintje) használják intravénás injekció révén (6 óránként 25 mg/ttkg 5 napig). A Pb2+-ionok a Ca2+-ionokkal kicserélődnek az ólom-EDTA nagyobb stabilitása révén. Az 5 napos kezelési időszakot nem célszerű túllépni, ugyanis 5 nap után a Zn2+-ionok is elkezdik kicserélni a Ca2+-ionokat, ami halálhoz vezethet.[forrás?]

### Molekuláris biológiai kutatások
Felhasználják DNS-t bontó DNázok (dezoxiribonukleázok) gátlására DNS analízis során.
A DNázok többsége aktivitáshoz Mg2+ iont igényel, amely az EDTA-val kelátot képez, így hozzáférhetetlenné válik számukra.

## Veszélyei

### Toxicitás
Akut toxicitása alacsony, LD50 értéke patkánynál 2,0–2,2 g/kg. Laboratóriumi állatoknál citotoxicitást és gyenge genotoxikus hatást mutattak ki. Orálisan reprodukciós és fejlődési rendellenességeket okoz. Ugyanez a tanulmány megállapította, hogy kozmetikumok topikális alkalmazása esetén, illetve aeroszol formájában belélegezve olyan alacsony kitettségi szintet okoz, hogy az az orális adagolásnál mért mérgező szint alá esik.

### Környezetszennyezés
Széles körű és nagymennyiségű használata miatt mára perzisztens szerves szennyezőanyaggá vált. Ennek oka a lebomlásában keresendő. Első lépésben etiléndiamin-triecetsavvá bomlik, amely következő lépésben diketopiperazin-származékká ciklizálódik. Ez a tényleges szennyezést okozó vegyület.

## Fordítás
- Ez a szócikk részben vagy egészben az Ethylenediaminetetraacetic acid című angol Wikipédia-szócikk ezen változatának fordításán alapul.  Az eredeti cikk szerkesztőit annak laptörténete sorolja fel. Ez a jelzés csupán a megfogalmazás eredetét és a szerzői jogokat jelzi, nem szolgál a cikkben szereplő információk forrásmegjelöléseként.